# Калужанка
«Калужанка» — ранее существовавший женский футбольный клуб из Калуги. Команда была создана по инициативе Михаила Ивановича Сушанова, на первых порах команду финансировала швейная фабрика «Калужанка», чьё название и получила команда.

## Достижения

### Титульные
- Бронзовый призёр Второй лиги СССР 1991
- Победитель Первой лиги 1992
- Бронзовый призёр Чемпионата России 1994
- Полуфиналист Кубка России 1995

### Матчевые
Самые крупные победы
- 8:0 — самая крупная победа клуба в Чемпионате (в матче «Калужанка» — «Сююмбике-Зилант», ? 1996)
- 2:1 — самая крупная победа клуба в Кубке (в матчах «Чертаново» — «Калужанка», ? 1997, «Калужанка» — «Идель», ? 1998), 1:0 (в матче «Калужанка» — «Кубаночка», 23 июня 1995)

Самые крупные поражения
- 0:8 — самое крупное поражение клуба в Чемпионате (в матчах ЦСК ВВС — «Калужанка», 5 августа 1994, «Энергия» — «Калужанка» ? 1997, «Калужанка» — ЦСК ВВС, 16 августа 1999)
- 1:4 — самое крупное поражение клуба в Кубке (в матче ЦСК ВВС — «Калужанка», 3 июля 1995), 0:3 (в матчах «Энергия» — «Калужанка» 21 мая 1993, «Калужанка» — ЦСК ВВС 8 августа 1995)

### Бомбардиры
- 49 Нийоле Добычина (Ядзевич)
- 32 Галина Добычина
- 24 Алла Козлова
- 19 Ольга Летюшова
- 13 Вилия Мяркявичуте
- 10 Нана Гелбахиани
- 1-й гол был забит 8 июня 1991 Вилией Мяркявичуте в ворота «Трикотажницы» (Бобруйск) на 36 минуте матча (счет 4:0).
- 100-й гол был забит 22 июля 1991 Ниойле Добычиной в ворота «Командор» (Фрязино) (счет 5:0).
- 200-й гол был забит 14 августа 1995 Ниойле Добычиной в ворота «Идель» (Уфа) (счет 5:0).
- 1-й гол был пропущен 27 июля 1991 от Натальи Зинченко («Элегия», г. Бобровица) (счет 9:1).

## Тренеры
- Прохоров, Юрий Павлович (1990—1994, 1996—1999)
- Молодов, Геннадий Викторович (1995, 1997)
- Шагов, Александр Анатольевич (1997)

## Известные игроки
Кирова, Стела — игрок сборной Болгарии, в клубе стала первым легионером из дальнего зарубежья в истории российских чемпионатов.

## Статистика выступлений (Чемпионаты СССР и России)
без учёта мячей забитых в сериях послематчевых пенальти
с учётом технических результатов

| Сезон                                         | Чемпионат СССР                                | Чемпионат СССР                                | Чемпионат СССР                                | Чемпионат СССР | Чемпионат СССР | Чемпионат СССР | Чемпионат СССР | Чемпионат СССР | Чемпионат СССР | Чемпионат СССР | Чемпионат СССР | Кубок         | Главный тренер                    | Источники   |
| Сезон                                         | Лига/Дивизион                                 | Этап                                          | Место                                         | И              | В              | Н              | П              | МЗ             | МП             | РМ             | О              | Кубок         | Главный тренер                    | Источники   |
| --------------------------------------------- | --------------------------------------------- | --------------------------------------------- | --------------------------------------------- | -------------- | -------------- | -------------- | -------------- | -------------- | -------------- | -------------- | -------------- | ------------- | --------------------------------- | ----------- |
| 1991                                          | Вторая лига                                   | Вторая зона                                   | 1 из 6                                        | 10             | 10             | 0              | 0              | 60             | 1              | +59            | 20             | не участвовал | Юрий Прохоров                     | [ 2 ] [ 3 ] |
|                                               | Чемпионат России                              |                                               |                                               |                |                |                |                |                |                |                |                |               |                                   |             |
| 1992                                          | Первая лига                                   | —                                             | 1 из 13                                       | 24             | 16             | 7              | 1              | 54             | 7              | +47            | 39             | 1/16 финала   | Юрий Прохоров                     | [ 2 ] [ 4 ] |
| 1992                                          | Первая лига                                   | Дополнительный матч за 1-е место              | 1                                             | 1              | 0              | 1              | 0              | 1              | 1              | 0              | —              | 1/16 финала   | Юрий Прохоров                     | [ 2 ] [ 4 ] |
| 1992                                          | Первая лига                                   | Первая лига 1992 (Итог)                       | 1 из 13                                       | 25             | 16             | 8              | 1              | 55             | 8              | +47            | —              | 1/16 финала   | Юрий Прохоров                     | [ 2 ] [ 4 ] |
| 1993                                          | Высшая лига                                   | —                                             | 5 из 12                                       | 22             | 13             | 2              | 7              | 27             | 20             | +7             | 28             | ⅛ финала      | Юрий Прохоров                     | [ 2 ] [ 5 ] |
| 1994                                          | Высшая лига                                   | —                                             | из 12                                         | 22             | 15             | 2              | 5              | 32             | 19             | +13            | 31             | ¼ финала      | Юрий Прохоров                     | [ 6 ]       |
| 1995                                          | Высшая лига                                   | —                                             | 4 из 12                                       | 22             | 13             | 3              | 6              | 41             | 23             | +18            | 42             | ½ финала      | Геннадий Молодов                  | [ 7 ]       |
| 1996                                          | Высшая лига                                   | —                                             | 4 из 12                                       | 22             | 13             | 2              | 7              | 45             | 23             | +22            | 41             | снялся        | Юрий Прохоров                     | [ 8 ]       |
| 1997                                          | Высшая лига                                   | —                                             | 5 из 10                                       | 18             | 7              | 2              | 9              | 14             | 27             | -13            | 23             | ⅛ финала      | Геннадий Молодов, Александр Шагов | [ 9 ]       |
| 1998                                          | Высший дивизион                               | —                                             | 4 из 9                                        | 16             | 9              | 1              | 6              | 38             | 23             | +15            | 28             | ¼ финала      | Юрий Прохоров                     | [ 10 ]      |
| 1999                                          | Высший дивизион                               | 1 этап                                        | 7 из 8                                        | 14             | 2              | 0              | 12             | 6              | 37             | -31            | 6              | снялся        | Юрий Прохоров                     | [ 11 ]      |
| 1999                                          | Высший дивизион                               | Турнир за 5 место                             | 7 из 8                                        | 6              | 2              | 2              | 2              | 9              | 9              | 0              | 8              | снялся        | Юрий Прохоров                     | [ 11 ]      |
| 1999                                          | Высший дивизион                               | Высший дивизион 1999 (Итог)                   | 7 из 8                                        | 20             | 4              | 2              | 14             | 15             | 46             | -31            | 14             | снялся        | Юрий Прохоров                     | [ 11 ]      |
| Итого Вторая лига СССР (1 сезон)              | Итого Вторая лига СССР (1 сезон)              | Итого Вторая лига СССР (1 сезон)              | Итого Вторая лига СССР (1 сезон)              | 10             | 10             | 0              | 0              | 60             | 1              | +59            |                |               |                                   |             |
| Итого Первая лига (1 сезон)                   | Итого Первая лига (1 сезон)                   | Итого Первая лига (1 сезон)                   | Итого Первая лига (1 сезон)                   | 25             | 16             | 8              | 1              | 55             | 8              | +47            |                |               |                                   |             |
| Итого Высшая лига/Высший дивизион (7 сезонов) | Итого Высшая лига/Высший дивизион (7 сезонов) | Итого Высшая лига/Высший дивизион (7 сезонов) | Итого Высшая лига/Высший дивизион (7 сезонов) | 142            | 74             | 14             | 54             | 212            | 181            | +31            |                |               |                                   |             |
| Всего                                         | Всего                                         | Всего                                         | Всего                                         | 177            | 100            | 22             | 55             | 327            | 190            | +137           |                |               |                                   |             |

1. ↑  в сезоне 1991 «Калужанка» выиграла один из трёх зональных турниров Второй лиги, но не поехала на Финальный турнир, таким образом клуб занял 3-е место во Второй лиге 1991
2. 1 2 3 4  в сезонах 1989—1994 очки начислялись таким образом: 2 очка за победу, 1 за ничью и 0 за поражение
3. ↑  в сезоне 1994 с «Калужанки» было снято 1 очко за неявку на матч с «Сибирячкой»
4. ↑  после сезона 1999 «Калужанка» в связи с финансовыми трудностями прекратила существование в межсезонье. Молодёжная команда была оформлена в новый клуб «Анненки»
5. ↑  в сезоне 1999 итоговое количество очков определялось по сумме очков, набранных в матчах 2-го этапа и бонусных очков, набранных в матчах 1-го этапа с командами, которые вышли во 2-й этап из той же четвёрки команд в верхней или нижней части таблицы 1-го этапа

Лучшие бомбардиры клуба за сезон
| Сезон | Бомбардир                                                  |
| ----- | ---------------------------------------------------------- |
| 1991  | А. Козлова-16, Н. Ядзевич (Добычина)-13, В. Мяркявичуте-10 |
| 1992  | Н. Ядзевич (Добычина)-23, Г. Добычина-15                   |
| 1993  | Г. Добычина-10, М. Байсагулова (Джапаридзе)-6              |
| 1994  | Н. Добычина-6, Г. Добычина-4, С. Рыжкова-4                 |
| 1995  | О. Летюшова-19, Н. Добычина-7                              |

### Кубок России
без учёта мячей забитых в сериях послематчевых пенальти
без учёта технических результатов

| Сезон              | Кубок России | Кубок России | Кубок России | Кубок России | Кубок России | Кубок России | Кубок России | Кубок России |
| Сезон              | И            | В            | Н            | П            | МЗ           | МП           | РМ           | Итог         |
| ------------------ | ------------ | ------------ | ------------ | ------------ | ------------ | ------------ | ------------ | ------------ |
| 1992               | 1            | 0            | 1            | 0            | 1            | 1            | 0            | 1/16 финала  |
| 1993               | 1            | 0            | 0            | 1            | 0            | 3            | -3           | ⅛ финала     |
| 1994               | 1            | 0            | 0            | 1            | 0            | 1            | -1           | ¼ финала     |
| 1995               | 3            | 1            | 0            | 3            | 2            | 7            | -5           | ½ финала     |
| 1996               | —            | —            | —            | —            | —            | —            | —            | ⅛ финала     |
| 1997               | 2            | 1            | 0            | 1            | 4            | 4            | 0            | ⅛ финала     |
| 1998               | 1            | 1            | 0            | 0            | 2            | 1            | +1           | ¼ финала     |
| 1999               | —            | —            | —            | —            | —            | —            | —            | ¼ финала     |
| Итого за 8 сезонов | 9            | 3            | 1            | 6            | 9            | 17           | -8           |              |

1. 1 2  снялся
2. ↑  в сезоне 1998 «Калужанка» снялась после 1/8 финала

## Значимые матчи
| 05.09.1991 Товарищеский матч | Калужанка | 0:5 | СССР                                                 | Калуга                             |
|                              |           |     | 2′, 18′, 34′ Сотникова · 8′ Бундуки · 62′ Григорьева | Стадион: Центральный Зрителей: 500 |

| 20.08.1992 Товарищеский матч | Калужанка       | 1:2 | Россия                     | Калуга                             |
|                              | 57′ Г. Добычина |     | 8′ Савина · 13′ Григорьева | Стадион: Центральный Зрителей: 500 |

| 10.09.1992 Товарищеский матч Турнир на призы газеты «Вечерняя Калуга» | Калужанка | 0:2 | Нидерланды          | Калуга                             |
|                                                                       |           |     | 25′ Роос · 61′ Noom | Стадион: Центральный Зрителей: 500 |

| 11.09.1992 Товарищеский матч | Калужанка | 0:1 | Россия         | Калуга                             |
|                              |           |     | 31′ Григорьева | Стадион: Центральный Зрителей: 500 |

| 13.04.1995 Товарищеский матч | Норвегия U-19 | 4:1 | Калужанка    | Будапешт                           |
|                              | —4 ?          |     | 85′ Летюшова | Стадион: Йожеф Божик Зрителей: 500 |